# Telema breviseta
Telema breviseta es una especie de arañas araneomorfas de la familia Telemidae.

## Distribución geográfica
Es endémica de cuevas en la isla de Hainan (China).